# Сакура-мочі

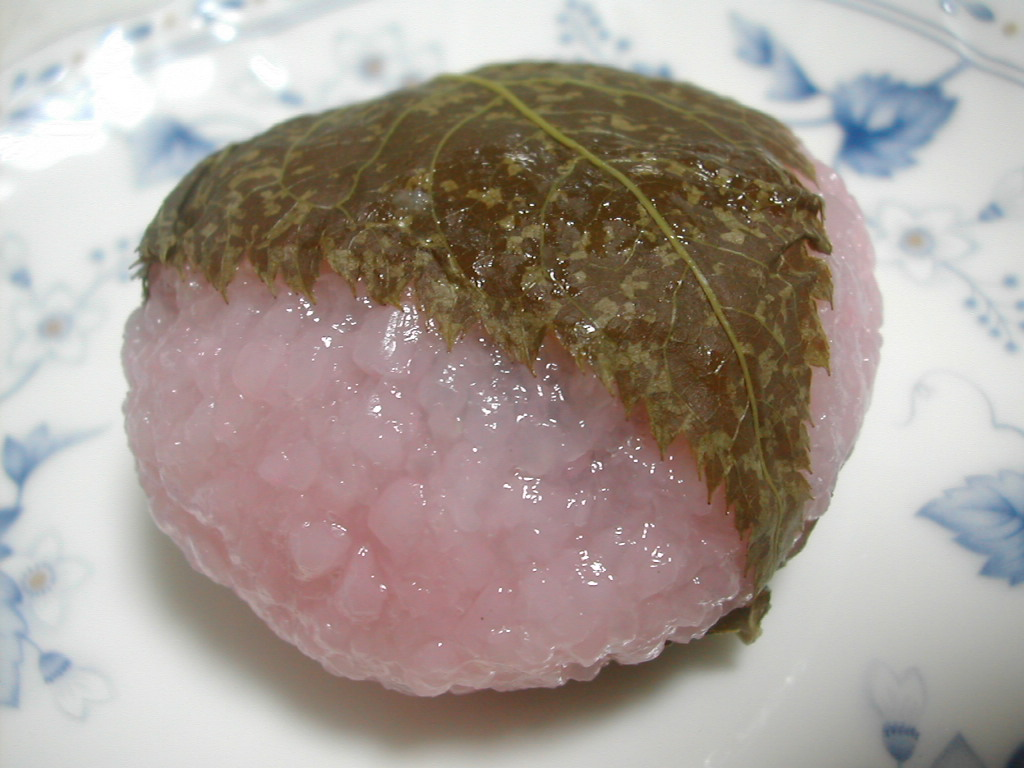
Західнояпонські вишневі рисів'яники

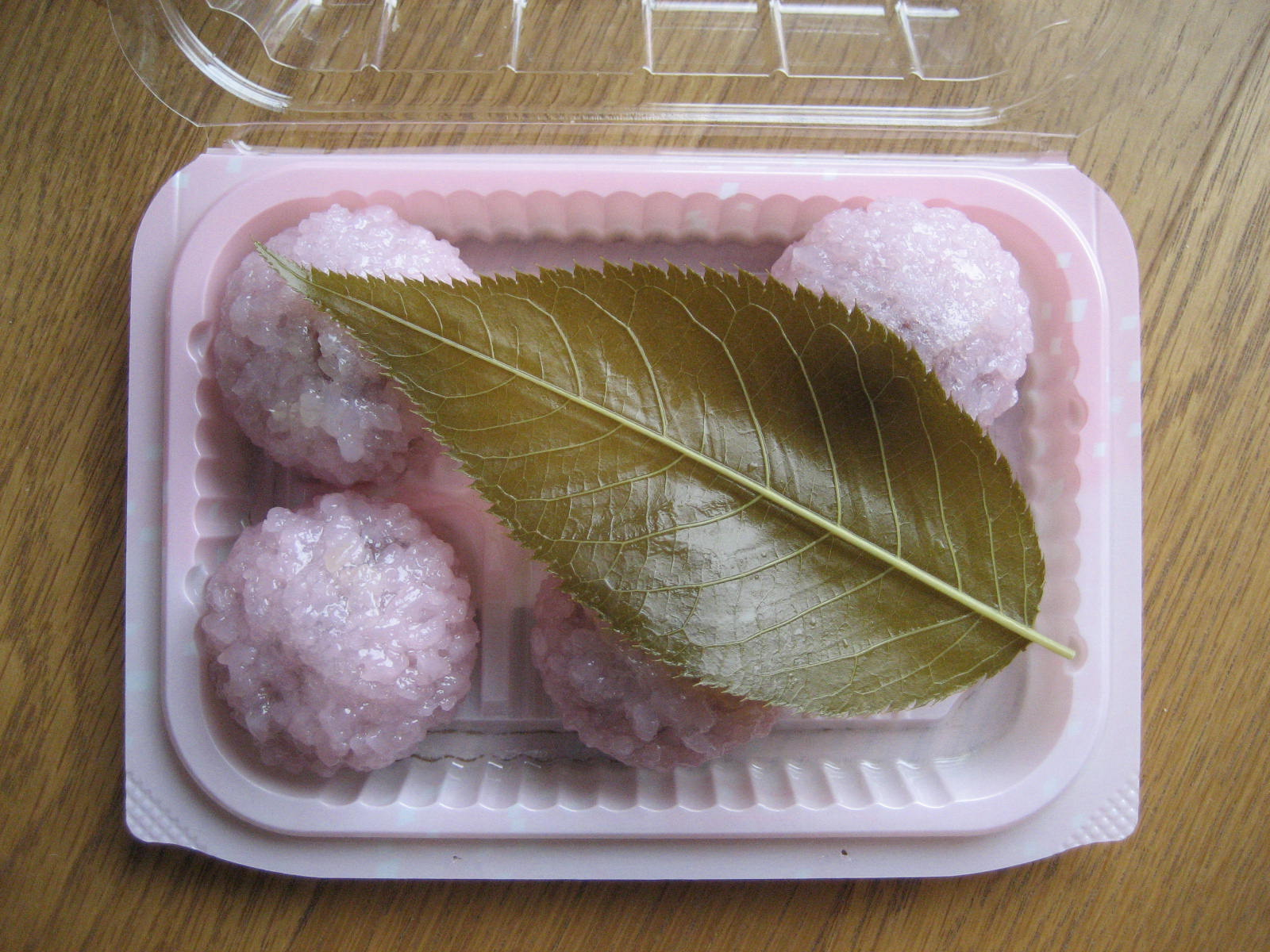
Західнояпонські вишневі рисів'яники

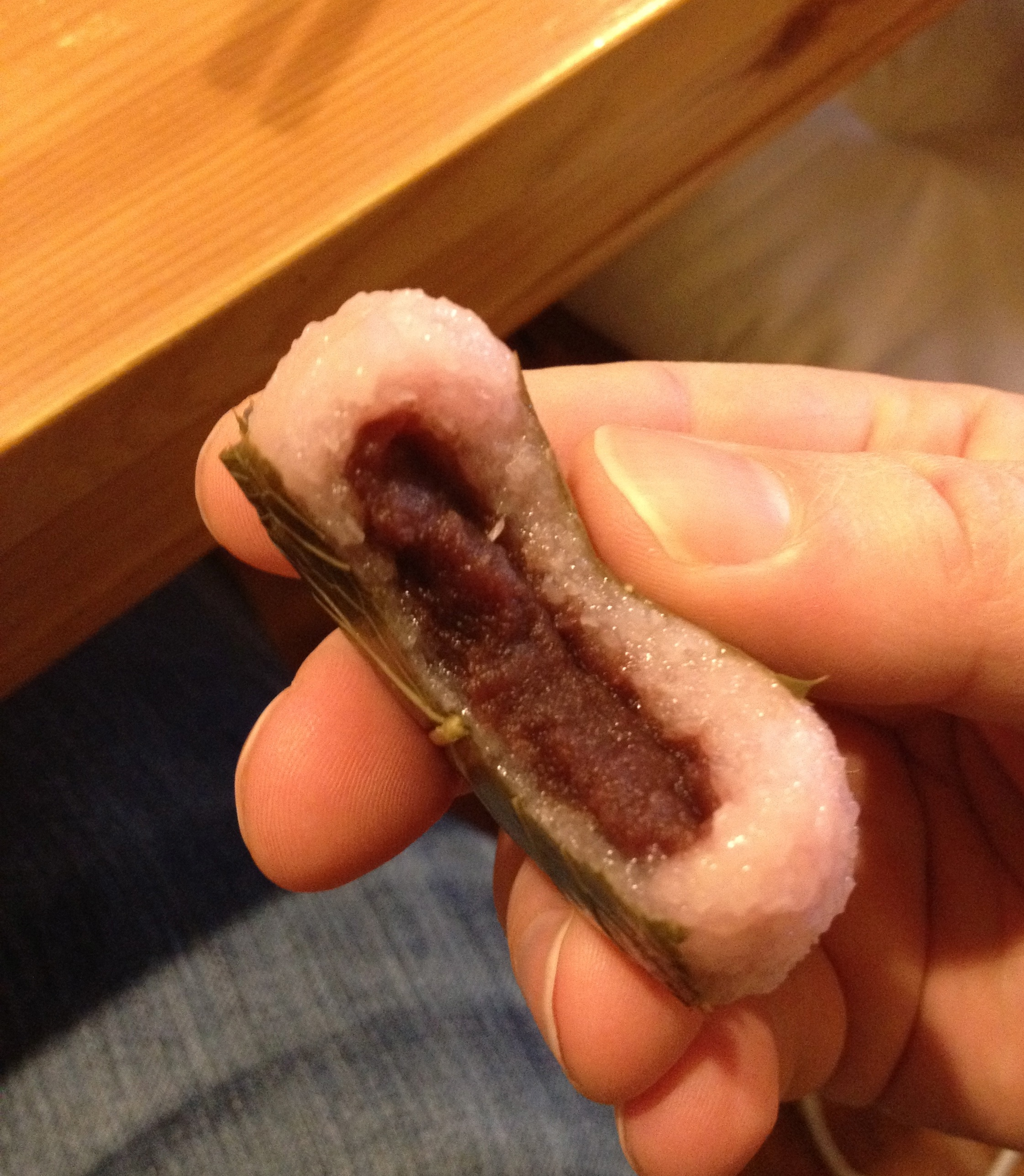
Розріз. Бобова начинка.

Сакура-мочі (桜餅, さくらもち) — японська святкова страва, різновид японських солодощів. Солодкий мочі, пофарбований у колір квітів японської вишні (сакура), з червоною бобовою пастою всередині, вкритий вишневим листом. Споживаються на Свято дівчаток 3 березня, а також в період милування вишневим цвітом наприкінці березня — початку квітня. У Східній Японії з центром у Токіо для виготовлення використовується звичайне рисове борошно (白玉粉, шіратама-ко), у Західній з центром у Кіото й Осаці — борошно з клейкого рису (道明寺粉, домьоджі-ко). Також — «сакура-моці», «сакура-моті» (від рос. моти), «вишневе рисове тістечко» (від англ. cherry rice cake, англ. cherry blossom rice cake) тощо.

## Рецепт
Рецепт для приготування західнояпонських сакура-мочі. 8 порцій.

### Складники
- 3/4 склянки борошна з клейкого рису;
- 1/3 склянки цукру;
- 1 склянка води;
- 3/4 склянки пасти з червоних бобів;
- червоний харчовий барвник (за бажанням);
- 8 листків вишні, мариновані в підсоленій воді.

### Приготування
Помийте мариновані листки сакури і висушіть. Закип'ятіть воду в каструлі. Розмішайте борошно у воді. Накрийте каструлю кришкою і залиште на 5 хвилин. Покладіть вологу тканину в пароварку і викладіть на тканину тісто. Випарюйте тісто протягом 20 хвилин на середньому вогні. Зніміть тісто з пару і викладіть в миску. Легенько розімніть тісто дерев'яним товкачиком додаючи цукор. Розчиніть трохи червоного харчового барвника в невеликій кількості води. Додайте частину червоної води в тісто і ретельно розмішайте. Розділіть рожевий рисів'яник на 8 кульок. Вирівняйте кожну кульку рисів'яника рукою і помістіть начинку з червоної бобової пасти на тісто. Загорніть кожний рисів'яник і потім обгорніть листям вишні.